# Илия Вълков
Илия Георгиев Вълков, известен също с името Юл Браун (на английски: Yull Brown), е австралийски изобретател от български произход.
Известен е най-вече с работата си върху приложението на оксиводорода и по-конкретно с твърденията си за открита особена форма на оксиводорода, най-често наричана браунов газ (на английски: Brown's gas) или HHO (по аналогия с H2O).
Въпреки че някои от теориите на Вълков са основани на реални физикохимични феномени, намиращи приложение в практиката, най-амбициозните твърдения – че водата може да бъде използвана като гориво или че горящият „браунов газ“ е способен да изпари волфрам или да неутрализира радиация – са отхвърлени от съвременната наука както теоретично, така и емпирично.

## Биография
Илия Вълков е роден на 16 април или на 20 април 1922 година във Варна. От малък има влечение към техниката.  Завършва Търговската гимназия с отличен през 1941 година. Служи в морската рота на остров Самотраки, а след войната следва електроинженерство в Софийската политехника. Тъй като слуша забранените след Деветосептемврийския преврат западни радиостанции, през 1948 година е арестуван и изпратен в лагера в Белене. По-късно работи при тежки условия в мината към Трудово-възпитателното общежитие в Перник. Макар и като арестант, през този период е използвана помощта му за поправка на важна и скъпа апаратура. През 1950 година е освободен и две години по-късно, през 1952 година, избягва от България в Турция през Резовската река. В Турция е осъден като шпионин и лежи 5 години в затвор. Освободен е с помощта на разузнавателните служби на армията на САЩ. През 1956 година емигрира в Австралия, където променя името си на Юл Браун, избирайки за малко име това на актьора Юл Бринър, а за фамилно – презимето на майор Браун, спомогнал за освобождаването му.
В периода 1970 – 1992 година се занимава с различни разработки, включващи детектори на оръжие, но най-вече приложенията на оксиводорода, с първоначален фокус върху пламъчното заваряване. През 1992 година се премества в САЩ, където живее почти до смъртта си. Умира на 76-годишна възраст от остра сърдечна и бъбречна недостатъчност през 1998 година в Ръкуд, предградие на Сидни, Австралия. Погребан е в местното гробище, а тъй като по това време е натрупал значителни дългове, за погасяването им, цялото му имущество, работилницата и инструментите са разпродадени на търг.
През 2012 година МВнР и Фондация „ТАНГРА - ТанНакРа“ организират придобиването на личния архив на Илия Вълков. Той става обществено достояние след даряването му на Националния политехнически музей. 

## Браунов газ
Основните разработки на Вълков са свързани с оксиводорода, газова смес, състояща се от водород и кислород в различни съотношения, и в частност стехиометричната смес, при която количеството кислород е точно необходимото за пълното изгаряне на водорода. Оксиводородът е получен за първи път в 1800 година от известния английски химик Уилям Никълсън чрез електролиза на вода, и впоследствие намира приложение в практиката, основно за високотемпературни горелки. Употребата на оксиводорода за осветление се оказва проблемна заради силната му взривоопасност, а в областта на рязането и заваряването на метали оксиводородните горелки биват до голяма степен изместени от ацетиленовите.
Оксиводородът е в основата на водородните горивни клетки, в които химическата енергия се преобразува в електрическа, чрез окисляване на водород. Основна пречка пред развитието на тази технология са разходите за получаване на изходните вещества – водород и кислород. Първият закон на термодинамиката изключва създаването на вечен двигател, тъй като изходящият енергиен поток от една система не може да бъде по-голям от входящия, освен ако самата система не губи енергия, или, с други думи, енергията може само да бъде преобразувана, но не и създавана от „нищото“. Това изключва възможността електролизата на вода да изисква по-малко енергия, отколкото ще бъде отделена при обратното свързване на получените водород и кислород, дори без да бъдат отчитани неизбежните загуби, намаляващи – често значително – коефициента на полезно действие на системата. Въпреки това, горивните клетки са реалистична технология, особено ако електрическата енергия за електролизата на вода може да бъде получена от високоефективни възобновяеми енергийни източници.
Илия Вълков добива известна популярност през 80-те години на XX век с твърденията си, че е успял да създаде устройство за електролиза със специален дизайн, което създава оксиводород с особени свойства, най-вече с по-голяма потенциална химическа енергия, обяснявана с „едновременна експлозия и имплозия“ при изгарянето, както и с наличието на вода в газовата смес, в особени структури, които Вълков нарича „флуидни кристали“ (на английски: fluid crystals, различно от течни кристали, liquid crystals), а други наричат „електрически разширена вода“ (electrically expanded water) или „магнекули на Сантили“ (име, дадено от италианския физик със спорна репутация Руджеро Сантили).
Тази газова смес, станала популярна като „браунов газ“ или HHO (на практика, различно изписване на H2O), се представя като възможна революция в различни области на индустрията и бита:
- в автомобилостроенето: твърди се, че сместа може да бъде произвеждана непосредствено в автомобилите от обикновена вода, като се използва единствено електричеството от автомобилния алтернатор; сместа след това бива добавена към (или дори заменя) обичайното гориво, драматично намалявайки експлоатационните разходи;
- в металообработващата промишленост: твърди се, че газовата смес гори с изключително висока температура – около 6000 °C – която ѝ позволява да изпарява дори волфрам, на което Вълков лично прави демонстрация, като в същото време се твърди, че пламъкът „се настройва според материала, към който е насочен“, и например „само загрява леко“ човешка ръка;
- в преработката на ядрени отпадъци: твърди се, че пламъкът на „брауновия газ“ „неутрализира“ радиоактивни материали, намалявайки тяхната радиоактивност.

Вълков, а впоследствие и други хора, опитват да капитализират тези твърдения, с продажба на самите технологии или на продукти, основани на тези технологии: приставки за двигатели, намаляващи разхода на гориво, „специални“ горелки и т.н.
В огромната си част, твърденията на Вълков и неговите последователи са отхвърлени от съвременната наука, а действително наблюдаваните в някои случаи ефекти имат различни от представяните обяснения.
- Експериментите с генератори на „браунов газ“ в автомобили показват ниска ефективност, когато се отчете реалният разход на електричество за производството на газа.[5] Положителните отзиви на крайни потребители се обясняват с факта, че приставките с „браунов газ“ всъщност променят техническите параметри на работа на двигателя, например съотношението гориво-въздух или степента на превръщане на горивото в аерозол, което може да повиши ефективността на двигателя, без въобще да е свързано с употребата на „браунов газ“ (и най-често също за сметка на други експлоатационно-технически характеристики, като дълговечност на двигателя и вредни емисии).[6]
- Волфрамът не се изпарява в пламъка на горелката с „браунов газ“, а изгаря. Въпреки че в случая оксиводородът в горелката може да представлява стехиометрична смес, т.е. всичкият кислород бива използван за окисляването на водорода, тъй като експериментът се провежда във въздушна среда, допълнителният кислород от въздуха, в комбинация с високата температура (но не по-висока от точката на кипене на волфрама), интензивно окислява метала.
- Способността на „брауновия газ“ да неутрализира радиоактивни изотопи се определя като напълно несъстоятелно твърдение, „магически куршум“ и „културен мит“.[7]

### Противоречия относно откривателството
През 2000 година, две години след смъртта на Илия Вълков - Юл Браун, д-р Уилиям Родис (Dr. William A. Rhodes) излиза публично с претенции за първооткривател на „брауновия газ“. Той се позовава на свой патент със сходен предмет, предшестващ патентите на Юл Браун с 11 години.